# Чернышенко, Виктор Семёнович
Виктор Семёнович Чернышенко (25 октября 1925, Харьковская губерния — 2 декабря 1997, Челябинск) — советский танкист, Герой Советского Союза (1944).
С 17 декабря 1943 года во время Великой Отечественной войны вместе со старшим сержантом А. И. Соколовым 13 суток держали оборону в танке Т-34, который застрял в болоте у деревни Демешково Невельского района Псковской области. 

## Биография
Родился 25 октября 1925 года в селе Александровка ныне Краснолиманского района Донецкой области Украины в крестьянской семье. Украинец.
В 1943 году был призван в Красную Армию Краснолиманским райвоенкоматом. В учебном танковом полку в Ульяновске получил специальность стрелка-радиста танка Т-34. С октября того же года участвовал в боях с захватчиками в составе 118-й отдельной танковой бригады на 2-м Прибалтийском фронте.
Стрелок-радист танка Т-34 328-го танкового батальона 118-й отдельной танковой бригады (3-я ударная армия, 2-й Прибалтийский фронт) сержант В. С. Чернышенко отличился в боях за освобождение Псковской области. Участвуя 7 декабря 1943 года в штурме деревни Замошица, в составе экипажа уничтожил одно орудие, два пулемёта, три миномёта и до 40 солдат и офицеров противника. В наградном листе командир 328-го танкового батальона капитан Джимиев указал, что Чернышенко «действовал смело и мужественно». Награждён орденом Красной Звезды (22 декабря 1943).
Спустя 10 дней, 17 декабря 1943 года, 328-й танковый батальон получил боевую задачу овладеть высотой у деревни Демешково (Невельский район Псковской области). Боевые машины двинулись в атаку, но попали под сильный заградительный огонь противника. Лишь танку лейтенанта Ткаченко удалось прорваться поближе к укреплению врага, но он застрял в болотной трясине. Атака захлебнулась. Раненого командира танка пехотинцы вынесли в тыл, а экипаж продолжил бой. На третий день в живых остался один стрелок-радист Виктор Чернышенко. Под покровом темноты до танка добрался старший сержант Соколов, чтобы завести и попытаться вытащить танк из трясины, но неудачно.
Два танкиста ещё две недели вели бой, отражая атаки врага. Когда кончились боеприпасы, вели огонь из личного оружия и гранатами. Стреляли по противнику, лишь когда немецкие солдаты приближались близко. Оба были несколько раз ранены, остались без продовольствия и воды, но не сдавались. Из наградного листа:

…В таком положении они находились 13 суток, истекая кровью, голодные, в холоде, продолжали оборонять свой танк. 30 декабря 1943 года в результате наступления наших частей территория, на которой находился танк, была освобождена, Соколов и Чернышенко были вынесены из танка и отправлены в медсанбат…
Указом Президиума Верховного Совета СССР от 10 марта 1944 года «за образцовое выполнение боевых заданий командования на фронте борьбы с немецко-фашистскими захватчиками и проявленные при этом мужество и героизм» сержанту Чернышенко Виктору Семёновичу присвоено звание Героя Советского Союза с вручением ордена Ленина и медали «Золотая Звезда» (№ 3699).
Больше года провел в госпиталях в глубоком тылу, ему были ампутированы пальцы на обеих ногах. В июле 1945 года был демобилизован.
Окончил Свердловскую юридическую школу. Работал районным судьей, а с января 1949 г. по август 1950 г. служил в прокуратурах Сысертского района и Ленинского района г. Свердловска в должности помощника прокурора.
Впоследствии перевелся на работу в прокуратуру Челябинской области, где работал до 1956 г. в должности помощника прокурора в прокуратурах Кировского и Железнодорожного района г. Челябинска. Окончил заочно Свердловский юридический институт. Далее работал народным судьей, членом областного суда, председателем районного суда.
Член КПСС с 1956 года. Ушел из жизни 2 декабря 1997 года. Похоронен в Челябинске на Митрофановском кладбище.

## Награды и звания
- Герой Советского Союза (10 марта 1944);
- орден Ленина (10 марта 1944);
- орден Отечественной войны I степени (11 марта 1985);
- орден Красной Звезды (22 декабря 1943);
- медали.

## Память

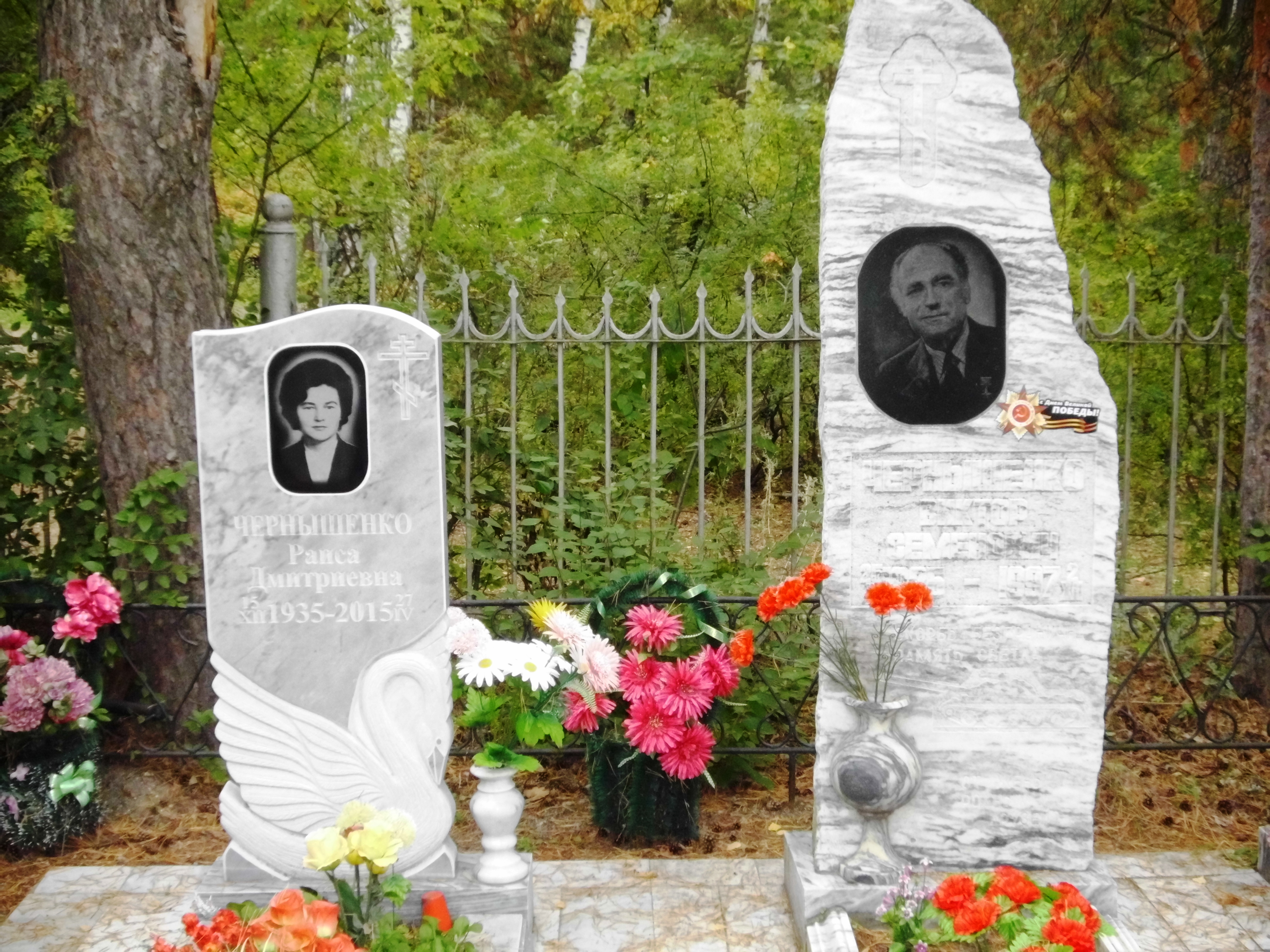
Могила Чернышенко В. С. и его жены Чернышенко Р. Д. на Митрофановском кладбище города Челябинска

На месте боя у деревни Демешково установлен обелиск с именами танкистов. Ко Дню Победы в 2010 году памятник был отреставрирован, был воздвигнут новый гранитный обелиск.

## Другие члены экипажа
Судьба других членов экипажа танка сложилась по-разному:
- командир танкового взвода лейтенант С. И. Ткаченко (род. 27 апреля 1918) был тяжело ранен во время первой немецкой атаки на неподвижный танк,[7] ночью вынесен из танка к своим[8].
- башенный стрелок старший сержант А. М. Кавлюгин (1924—1943) ночью вынес командира Ткаченко к своим; был направлен в состав другого экипажа и на следующий день 18 декабря сгорел в танке[9]. Посмертно награждён орденом Отечественной войны II степени[10].
- механик-водитель сержант М. Н. Безукладников (1910—1943) погиб 17 декабря во время первой немецкой атаки на неподвижный танк; посмертно награждён орденом Отечественной войны II степени[11]. Похоронен в братской могиле у посёлка Усть-Долыссы[12].
- подошедший на выручку механик-водитель старший сержант А. И. Соколов (1918—1943) вместе с Чернышенко продержался в танке 13 дней, был обнаружен подошедшими советскими частями и эвакуирован в госпиталь, где умер от ранений «голени, бедра, шеи, предплечья и вынужденного 12-дневного голодания». Похоронен в братской могиле в деревне Турки-Перевоз Невельского района Псковской области[13].